# Джерри Льюис
Джерри Льюис (англ. Jerry Lewis, при рождении Джозеф Левич; 16 марта 1926[…], Ньюарк, Нью-Джерси — 20 августа 2017[…], Лас-Вегас, Невада) — американский актёр, комик, режиссёр и писатель, известность которому принесла совместная работа с Дином Мартином. Льюис прежде всего знаменит своими юмористическими номерами, с которыми он выступал на радио и телевидении. За годы карьеры он удостоился множества престижных наград, в том числе в 2005 году получил специальную премию «Эмми», а в 2009 — почётного «Оскара» — «Награду имени Джина Хершолта».

## Биография
Родился в Ньюарке (штат Нью-Джерси) в семье евреев из России. Его отец, Даниэл Левич, был певцом и артистом в разных жанрах, а мать, Рахиль (в девичестве Бродская), — пианисткой на радиостанции. Он начал выступать с музыкальными номерами ещё будучи ребёнком, а повзрослев, взял себе псевдоним Джо Льюис, который позже изменил на Джерри Льюис, дабы не создать путаницы с боксёром Джо Луисом и комиком Джо Э. Льюисом. Во время Второй мировой войны он был отклонен от военной службы из-за шумов в сердце.

### Мартин и Льюис
В середине 1940-х годов Льюис познакомился с певцом Дином Мартином, с которым вскоре организовал комедийный дуэт, принёсший им двоим огромный успех и популярность. Первоначально они выступали со своими юмористическими номерами в ночных клубах, далее последовала передача на радио, затем собственное телевизионное шоу, а итогом стала серия комедийных кинофильмов на студии «Paramount Pictures». На фоне их большого успеха издательство «DC Comics» выпустило серию комиксов под названием «Приключения Дина Мартина и Джерри Льюиса».
Однако с годами роль Дина Мартина в дуэте стала заметно снижаться, и летом 1956 года он распался. Несмотря на это, Льюис и Мартин оставались очень популярными в шоу-бизнесе, продолжив уже выступления сольно. В дальнейшем они долгое время отказывались комментировать свой разрыв и не появлялись на публике вместе. Вновь вдвоём их увидели лишь в 1976 году на одном из телемарафонов, а окончательно бывшие коллеги примирились лишь в конце 1980-х годов после смерти сына Дина Мартина.
Последний раз они появились вместе на одной сцене в 1989 году на последнем живом концерте Дина Мартина в Лас-Вегасе.

### Последующая карьера

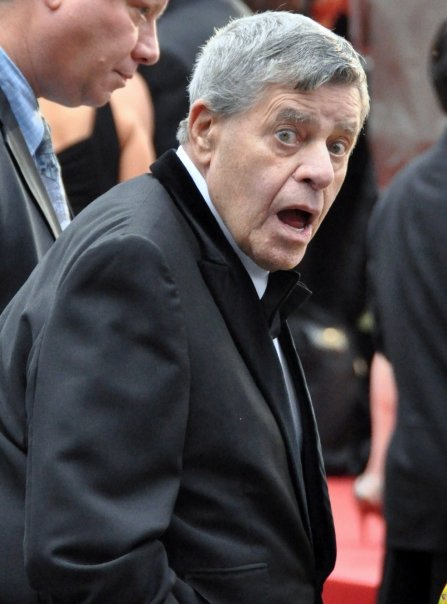
В Каннах в 2009 году

В конце 1950-х годов Джерри Льюис продолжил сниматься на студии Paramount Pictures, а также выпустил собственный музыкальный альбом.
В 1960-х годах он выступил в качестве режиссёра, сняв ряд кинокомедий, таких как «Дамский угодник» (1961), «Чокнутый профессор» (1963) и «Семейные ценности» (1965).
Льюис также преподавал режиссуру в Университете Южной Калифорнии в Лос-Анджелесе, а среди его студентов были Стивен Спилберг и Джордж Лукас.
В 1972 году Джерри Льюис поставил по сценарию Джоан О’Брайен кинофильм «День, когда клоун плакал» и снялся в главной роли — немецкого клоуна Хельмута Дорка, которого заставили выступать перед еврейскими детьми в концлагере Освенцим перед самым их отправлением в газовые камеры. Самому Льюису эта работа очень не понравилась, и он категорически запретил демонстрацию ленты на публике. Её считают самым знаменитым в истории произведением кинематографа, не вышедшим в широкий прокат. Некоторые критики, видевшие фильм, не разделяют мнения автора и называют фильм шедевром.
В 1990-х годах он также появился в ряде фильмов на большом экране, среди которых «Аризонская мечта» (1993) и «Шутки в сторону» (1995). В 1994 году актёр дебютировал на Бродвее в мюзикле «Чёртовы янки», где сыграл роль дьявола.
За годы своей карьеры Джерри Льюис удостаивался различных наград за работы на телевидении и в кино. В 2006 году ему была присуждена почётная премия «Эмми», а в 2009 году он удостоился почётного «Оскара». В 2006 году министр культуры Франции присудил актёру орден Почётного легиона, назвав его при этом «любимым клоуном французского народа».
Джерри Льюис дважды был женат. Его первая супруга, бывшая певица Патти Палмер, родила ему шестерых сыновей. Вместе со второй супругой, Сэнди Питник, Льюис удочерил в 1992 году дочь.

## Фильмография

### В качестве актёра
- 1949 : How to Smuggle a Hernia Across the Border (Короткометражный)
- 1949 : Моя подруга Ирма / My Friend Irma — Сеймур
- 1950 : Моя подруга Ирма едет на Запад / My Friend Irma Goes West — Сеймур
- 1950 : Дезертиры" / «At War with the Army — Aлвик Koрвин
- 1951 : Это мой парень / That’s My Boy — Джексон младший
- 1952 : »Берегись, моряк" / Sailor Beware — Mелвин Джонс
- 1952 : Jumping Jacks[англ.] — Хап Смит
- 1952 : «Дорога на Бали» / Road to Bali — Femme dans le rêve de Lala
- 1952 : «Марионетка» / The Stooge — Теодор Роджерс
- 1953 : «Напуганные до смерти» / Scared Stiff — Mирон Meрц
- 1953 : «Кэдди» / The Caddy — Харви Миллер
- 1953 : «Деньги из дома» / Money from Home — Вирджил Йокум
- 1954 : «Прожигая жизнь» / Living It Up — Гомер Флагг
- 1954 : 3 Ring Circus[англ.] — Джером Хотчкис
- 1955 : «Нельзя быть слишком молодым» / You’re Never Too Young — Вилбур Хулик
- 1955 : «Художники и модели» / Artists and Models — Юджин Фулстак
- 1956 : Pardners[англ.] — Wade Kingsley Jr. / Wade Kingsley Sr.
- 1956 : «Голливуд или пропал» / Hollywood or Bust — Maлкольм Смит
- 1957 : «Обходительный преступник[англ.]» / The Delicate Delinquent — Сидней Питиас
- 1957 : The Sad Sack — Meредит Виксби
- 1958 : «Засыпай, мой малыш» / Rock-A-Bye Baby — Клейтон Пул
- 1958 : «Мальчик гейша» / The Geisha Boy — Гилберт Вули
- 1959 : Don’t Give Up the Ship — Джон Пол Стеклер
- 1959 : «Крошка Абнер» / Li’l Abner — Itchy McRabbit (brève apparition)
- 1960 : «Визит на маленькую планету» / Visit to a Small Planet — Kreton
- 1960 : Raymie — Chanteur du générique
- 1960 : «Коридорный» / The Bellboy — Stanley / Lui-même
- 1960 : Cinderfella — Cinderfella
- 1961 : «Дамский угодник» / The Ladies Man — Herbert H. Heebert / Mama Heebert
- 1961 : «Посыльный[англ.]» / The Errand Boy — Morty S. Tashman
- 1962 : It’s Only Money — Lester March
- 1963 : «Чокнутый профессор» / The Nutty Professor — Professeur Julius Kelp / Buddy Love / Baby Kelp
- 1963 : «Кто позаботится о магазине?» / Who’s Minding the Store? — Norman Phiffier
- 1964 : The Patsy[англ.] — Stanley Belt / Chanteurs du trio
- 1964 : The Disorderly Orderly[англ.] — Jerome Littlefield
- 1965 : «Семейные ценности» / The Family Jewels — Willard Woodward / James Peyton / Everett Peyton / Julius Peyton / Capitaine Eddie Peyton / Skylock Peyton / «Bugs» Peyton
- 1965 : «Красная линия 7000» / Red Line 7000 — Le chauffeur (brève apparition)
- 1965 : «Боинг-Боинг» / Boeing Boeing — Robert Reed
- 1966 : «Трое на диване[англ.]» / Three on a Couch — Christopher Pride / Warren / Ringo / Rutherford / Heather
- 1966 : «Выход из положения» / Way…Way Out — Пит Мэтмор
- 1966 : «Этот безумный, безумный, безумный, безумный мир» / It’s a Mad Mad Mad Mad World — Стенли Крамер
- 1967 : Don’t Raise the Bridge, Lower the River — Джордж Лестер
- 1967 : «Большой рот» / The Big Mouth — Gerald Clamson / Syd Valentine
- 1968 : «Тихое прикосновение» / Silent Treatment
- 1969 : «Попался на удочку» / Hook, Line & Sinker — Peter Ingersoll / Fred Dobbs
- 1970 : «Ещё один раз» / One More Time — Bandleader (voix)
- 1970 : «В какой стороне линия фронта?» / Which Way to the Front? — Brendan Byers III
- 1972 : «День, когда клоун плакал» / The Day the Clown Cried — Helmut Doork
- 1980 : Rascal Dazzle — Narrateur
- 1980 : «Тяжкий труд[англ.]» / Hardly Working — Bo Hooper
- 1982 : «Фарс» / Slapstick (Of Another Kind) — Wilbur Swain / Caleb Swain
- 1982 : «Король комедии» / The King of Comedy — Jerry Langford
- 1983 : Cracking Up[англ.] — Warren Nefron / Dr. Perks
- 1984 : Par Où T'es Rentré? On T'a Pas Vu Sortir[англ.] — Clovis Blaireau
- 1984 : «Поймай меня… Или быть беде![англ.]» / Retenez Moi…Ou Je Fais Un Malheur — Jerry Logan
- 1987 : «Борьба за жизнь» / Fight for Life — Dr. Bernard Abrams
- 1989 : «Плюшка» / Cookie — Arnold Ross
- 1990 : «Суперсила» / Super Force
- 1992 : «Мистер субботний вечер» / Mr. Saturday Night — Invité
- 1993 : «Аризонская мечта» / Arizona Dream — Дядя Лео
- 1995 : «Шутки в сторону» / Funny Bones — George Fawkes
- 1995 : Jerry Lewis Stars Across America (TV) — Présentateur
- 1996 : «Чокнутый профессор» / The Nutty Professor — Professeur Julius Kelp / Buddy Love (озвучка)
- 2010 : «Макс Роуз» / Max Rose — Max Rose
- 2016 : «Доверие» / The Trust — Отец Стоуна

### В качестве режиссёра
- 1949 : How to Smuggle a Hernia Across the Border
- 1960 : «Коридорный» / The Bellboy
- 1961 : «Дамский угодник» / The Ladies Man
- 1961 : «Посыльный[англ.]» / The Errand Boy
- 1963 : «Чокнутый профессор» / The Nutty Professor
- 1964 : The Patsy[англ.]
- 1965 : «Семейные ценности» / The Family Jewels
- 1966 : «Трое на диване[англ.]» / Three on a Couch
- 1967 : «Большой рот» / The Big Mouth
- 1969 : «Смелые: Новые доктора» / The Bold Ones: The New Doctors
- 1970 : «Ещё один раз» / One More Time
- 1970 : «В какой стороне линия фронта?» / Which Way to the Front?
- 1972 : «День, когда клоун плакал» / The Day the Clown Cried
- 1980 : «Тяжкий труд[англ.]» / Hardly Working
- 1983 : Cracking Up

### В качестве продюсера
- 1957 : «Обходительный преступник[англ.]» / The Delicate Delinquent
- 1958 : «Засыпай, мой малыш» / Rock-A-Bye Baby
- 1958 : «Мальчик гейша» / The Geisha Boy
- 1960 : «Коридорный» / The Bellboy
- 1960 : Cinderfella
- 1961 : «Дамский угодник» / The Ladies Man
- 1964 : The Disorderly Orderly[англ.]
- 1965 : «Семейные ценности» / The Family Jewels
- 1966 : «Трое на диване[англ.]» / Three on a Couch
- 1967 : «Большой рот» / The Big Mouth
- 1969 : «Попался на удочку» / Hook, Line & Sinker
- 1970 : «В какой стороне линия фронта?» / Which Way to the Front?
- 1996 : «Чокнутый профессор» / The Nutty Professor
- 2000 : «Чокнутый профессор 2: Семья Клампов» / Nutty Professor II: The Klumps

### В качестве сценариста
- 1949 : How to Smuggle a Hernia Across the Border
- 1960 : «Коридорный» / «The Bellboy»
- 1961 : «Дамский угодник» / The Ladies Man
- 1961 : «Посыльный[англ.]» / The Errand Boy
- 1963 : «Чокнутый профессор» / The Nutty Professor
- 1964 : The Patsy[англ.]
- 1965 : «Семейные ценности» / The Family Jewels
- 1967 : «Большой рот» / The Big Mouth
- 1972 : «День, когда клоун плакал» / The Day the Clown Cried
- 1980 : «Тяжкий труд[англ.]» / Hardly Working
- 1983 : Cracking Up

### В качестве композитора
- 1961 : «Посыльный[англ.]» / The Errand Boy

## Награды
- 1951 — Золотая медаль премии журнала «Photoplay» в номинации «Самая многообещающая новая звезда среди мужчин» (совместно с Дином Мартином)[20]
- 1952 — Премия «Лорел» в номинации «Лучшее мужское комедийное исполнение» («Это мой парень»)[20]
- 1953 — Специальная награда премии журнала «Photoplay» (совместно с Дином Мартином)[20]
- 1954 — Премия «Лорел» в номинации «Лучшее мужское комедийное исполнение» («Кэдди»)[20]
- 1954 — Премия «Золотое яблоко» в номинации «Самый сотрудничающий актёр» (совместно с Дином Мартином)[20]
- 1960 — Две звезды на голливудской «Аллее славы» за вклад в кино и телевидение[20]
- 1965 — Специальная награда премии «Лорел»[20]
- 1966 — Премия «Fotogramas de Plata» в номинации «Лучший иностранный исполнитель»[20]
- 1984 — Кавалер ордена ордена Почётного легиона (Франция)
- 1984 — Командор ордена Искусств и литературы (Франция)[21]
- 1998 — Американская комедийная премия за продолжительную карьеру в жанре комедии[20]
- 1999 — Премия «Золотой лев за карьеру» Венецианского кинофестиваля[22]
- 2004 — Премия Ассоциации кинокритиков Лос-Анджелеса за жизненные достижения[20]
- 2005 — Прайм-таймовая премия «Эмми» совета управляющих Американской телевизионной академии[23]
- 2005 — Премия Общества кинокритиков Лас-Вегаса за жизненные достижения[20]
- 2005 — Премия «Золотая камера» за жизненные достижения (Германия)[24]
- 2006 — Командор ордена Почётного легиона (Франция)[25]
- 2006 — Премия Спутник в номинации «Лучшая приглашённая звезда» («Закон и порядок: Специальный корпус»)[20]
- 2009 — Награда имени Джина Хершолта на 81-й церемонии вручения наград премии «Оскар»[26]
- 2010 — Почётный доктор гуманитарных наук Чепменского университета[27]
- 2011 — Почётная медаль острова Эллис[28]
- 2013 — Почётный член Ордена Австралии[29]
- 2014 — Премия «ICG Publicists» за жизненные достижения[20]
- 2014 — Отпечатки рук на тротуаре у Китайского театра Граумана в Голливуде[30][31]
- 2015 — Премия Национальной ассоциации телерадиовещателей за выдающиеся заслуги[32]
- 2015 — Премия «Легенда развлечений в казино»[33]